# Chantilly (Virginia)
Chantilly es un lugar designado por el censo en el  condado de Fairfax, Virginia  (Estados Unidos). Según el censo de 2010 tenía una población de 46.419 habitantes.

## Demografía
Según el censo del 2000, Chantilly tenía 41.041 habitantes, 14.840 viviendas, y 10.521 familias. La densidad de población era de 1.359 habitantes por km².
De las 14.840 viviendas en un 38,1%  vivían niños de menos de 18 años, en un 60,6%  vivían parejas casadas, en un 7,4% mujeres solteras, y en un 29,1% no eran unidades familiares. En el 20,2% de las viviendas  vivían personas solas el 2,1% de las cuales correspondía a personas de 65 años o más que vivían solas. El número medio de personas viviendo en cada vivienda era de 2,75 y el número medio de personas que vivían en cada familia era de 3,24.
Por edades la población se repartía de la siguiente manera: un 26,1% tenía menos de 18 años, un 7,8% entre 18 y 24, un 38,4% entre 25 y 44, un 23% de 45 a 60 y un 4,8% 65 años o más.
La edad media era de 34 años.  Por cada 100 mujeres de 18 o más años  había 96,1 hombres.
La renta media por vivienda era de 87.991$ y la renta media por familia de 98.202$. Los hombres tenían una renta media de 61.954$ mientras que las mujeres 41.608$. La renta per cápita de la población era de 36.200$. En torno al 1,3% de las familias y el 2,3% de la población estaban por debajo del umbral de pobreza.

## Localidades adyacentes
El siguiente diagrama muestra a las localidades más próximas a Chantilly.